# Estoril Open 2006 - Qualificazioni singolare femminile
Le qualificazioni del singolare femminile dell'Estoril Open 2006 sono state un torneo di tennis preliminare per accedere alla fase finale della manifestazione. I vincitori dell'ultimo turno sono entrati di diritto nel tabellone principale. In caso di ritiro di uno o più giocatori aventi diritto a questi sono subentrati i lucky loser, ossia i giocatori che hanno perso nell'ultimo turno ma che avevano una classifica più alta rispetto agli altri partecipanti che avevano comunque perso nel turno finale.
Le qualificazioni del torneo Estoril Open 2006 prevedevano 32 partecipanti di cui 4 sono entrati nel tabellone principale.

## Teste di serie
1. Conchita Martínez Granados (secondo turno)
2. Sun Tiantian (primo turno)
3. Anastasija Rodionova (primo turno)
4. Maria-Emilia Salerni (primo turno)

1. Kateřina Böhmová (Qualificata)
2. Viktoryja Azaranka (ultimo turno)
3. Sandra Klösel (secondo turno)
4. Anne Kremer (primo turno)

## Qualificati
1. Kristina Barrois
2. Kateřina Böhmová

1. Natalia Gussoni
2. Shikha Uberoi

## Tabellone

### Legenda
| - Q = Qualificato - WC = Wild card - LL = Lucky loser | - ALT = Alternate - SE = Special Exempt - PR = Protected Ranking | - w/o = Walkover - r = Ritirato - d = Squalificato |

### Sezione 1
|  | Primo turno      | Primo turno                | Primo turno                | Primo turno | Primo turno |  |  | Secondo turno | Secondo turno              | Secondo turno      | Secondo turno      | Secondo turno |   |   | Ultimo turno | Ultimo turno     | Ultimo turno | Ultimo turno | Ultimo turno |  |
|  |                  |                            |                            |             |             |  |  |               |                            |                    |                    |               |   |   |              |                  |              |              |              |  |
|  | 1                | Conchita Martínez Granados | Conchita Martínez Granados | 6           | 7           |  |  |               |                            |                    |                    |               |   |   |              |                  |              |              |              |  |
|  |                  | Magüi Serna                | Magüi Serna                | 3           | 5           |  |  | 1             | Conchita Martínez Granados | 7                  | 4                  | 2             |   |   |              |                  |              |              |              |  |
|  | Kristina Barrois | Kristina Barrois           | Kristina Barrois           | 6           | 6           |  |  |               | Kristina Barrois           | 65                 | 6                  | 6             |   |   |              |                  |              |              |              |  |
|  | Barbara Schwartz | Barbara Schwartz           | Barbara Schwartz           | 2           | 2           |  |  |               |                            |                    |                    |               |   |   |              | Kristina Barrois | 6            | 1            | 6            |  |
|  | Alberta Brianti  | Alberta Brianti            | Alberta Brianti            | 6           | 6           |  |  |               |                            | 6                  | Viktoryja Azaranka | 0             | 6 | 2 |              |                  |              |              |              |  |
|  | Leticia Sobral   | Leticia Sobral             | Leticia Sobral             | 2           | 1           |  |  |               | Alberta Brianti            | Alberta Brianti    | 1                  | 5             |   |   |              |                  |              |              |              |  |
|  | 6                | Viktoryja Azaranka         | Viktoryja Azaranka         | 6           | 6           |  |  | 6             | Viktoryja Azaranka         | Viktoryja Azaranka | 6                  | 7             |   |   |              |                  |              |              |              |  |
|  |                  | Anda Perianu               | Anda Perianu               | 3           | 3           |  |  |               |                            |                    |                    |               |   |   |              |                  |              |              |              |  |

### Sezione 2
|  | Primo turno           | Primo turno           | Primo turno           | Primo turno | Primo turno |  |  | Secondo turno    | Secondo turno     | Secondo turno    | Secondo turno    | Secondo turno |   |   | Ultimo turno | Ultimo turno    | Ultimo turno | Ultimo turno | Ultimo turno |  |
|  |                       |                       |                       |             |             |  |  |                  |                   |                  |                  |               |   |   |              |                 |              |              |              |  |
|  |                       | Barbora Strýcová      | Barbora Strýcová      | 6           | 7           |  |  |                  |                   |                  |                  |               |   |   |              |                 |              |              |              |  |
|  | 2                     | Sun Tiantian          | Sun Tiantian          | 0           | 5           |  |  | Barbora Strýcová | Barbora Strýcová  | Barbora Strýcová | 4                | 5             |   |   |              |                 |              |              |              |  |
|  | Natalie Grandin       | Natalie Grandin       | 4                     | 6           | 6           |  |  | Natalie Grandin  | Natalie Grandin   | Natalie Grandin  | 6                | 7             |   |   |              |                 |              |              |              |  |
|  | Li Ting               | Li Ting               | 6                     | 1           | 1           |  |  |                  |                   |                  |                  |               |   |   |              | Natalie Grandin | 6            | 3            | 64           |  |
|  | Maria-Jose Argeri     | Maria-Jose Argeri     | Maria-Jose Argeri     | 6           | 6           |  |  |                  |                   | 5                | Kateřina Böhmová | 3             | 6 | 7 |              |                 |              |              |              |  |
|  | Joana Pangaio-Pereira | Joana Pangaio-Pereira | Joana Pangaio-Pereira | 0           | 0           |  |  |                  | Maria-Jose Argeri | 7                | 0                | 3             |   |   |              |                 |              |              |              |  |
|  | 5                     | Kateřina Böhmová      | 3                     | 6           | 6           |  |  | 5                | Kateřina Böhmová  | 68               | 6                | 6             |   |   |              |                 |              |              |              |  |
|  |                       | Kirsten Flipkens      | 6                     | 3           | 2           |  |  |                  |                   |                  |                  |               |   |   |              |                 |              |              |              |  |

### Sezione 3
|  | Primo turno       | Primo turno          | Primo turno          | Primo turno | Primo turno |  |  | Secondo turno       | Secondo turno       | Secondo turno       | Secondo turno   | Secondo turno |   |   | Ultimo turno        | Ultimo turno        | Ultimo turno | Ultimo turno | Ultimo turno |  |
|  |                   |                      |                      |             |             |  |  |                     |                     |                     |                 |               |   |   |                     |                     |              |              |              |  |
|  |                   | Julija Bejhel'zymer  | Julija Bejhel'zymer  | 6           | 6           |  |  |                     |                     |                     |                 |               |   |   |                     |                     |              |              |              |  |
|  | 3                 | Anastasija Rodionova | Anastasija Rodionova | 3           | 1           |  |  | Julija Bejhel'zymer | Julija Bejhel'zymer | Julija Bejhel'zymer | 6               | 6             |   |   |                     |                     |              |              |              |  |
|  | Jaroslava Švedova | Jaroslava Švedova    | Jaroslava Švedova    | 6           | 6           |  |  | Jaroslava Švedova   | Jaroslava Švedova   | Jaroslava Švedova   | 2               | 1             |   |   |                     |                     |              |              |              |  |
|  | Catarina Ferreira | Catarina Ferreira    | Catarina Ferreira    | 1           | 3           |  |  |                     |                     |                     |                 |               |   |   | Julija Bejhel'zymer | Julija Bejhel'zymer | 3            | 6            | 4            |  |
|  | Natalia Gussoni   | Natalia Gussoni      | Natalia Gussoni      | 6           | 6           |  |  |                     |                     | Natalia Gussoni     | Natalia Gussoni | 6             | 2 | 6 |                     |                     |              |              |              |  |
|  | Mandy Minella     | Mandy Minella        | Mandy Minella        | 4           | 3           |  |  |                     | Natalia Gussoni     | 2                   | 6               | 6             |   |   |                     |                     |              |              |              |  |
|  | 7                 | Sandra Klösel        | Sandra Klösel        | 6           | 6           |  |  | 7                   | Sandra Klösel       | 6                   | 3               | 3             |   |   |                     |                     |              |              |              |  |
|  |                   | Kelly Liggan         | Kelly Liggan         | 1           | 3           |  |  |                     |                     |                     |                 |               |   |   |                     |                     |              |              |              |  |

### Sezione 4
|  | Primo turno        | Primo turno          | Primo turno          | Primo turno | Primo turno |  |  | Secondo turno      | Secondo turno      | Secondo turno      | Secondo turno | Secondo turno |   |    | Ultimo turno  | Ultimo turno  | Ultimo turno  | Ultimo turno | Ultimo turno |  |
|  |                    |                      |                      |             |             |  |  |                    |                    |                    |               |               |   |    |               |               |               |              |              |  |
|  |                    | Shikha Uberoi        | Shikha Uberoi        | 6           | 7           |  |  |                    |                    |                    |               |               |   |    |               |               |               |              |              |  |
|  | 4                  | Maria-Emilia Salerni | Maria-Emilia Salerni | 0           | 5           |  |  | Shikha Uberoi      | Shikha Uberoi      | Shikha Uberoi      | 6             | 6             |   |    |               |               |               |              |              |  |
|  | Mathilde Johansson | Mathilde Johansson   | Mathilde Johansson   | 6           | 6           |  |  | Mathilde Johansson | Mathilde Johansson | Mathilde Johansson | 0             | 2             |   |    |               |               |               |              |              |  |
|  | Giulia Gabba       | Giulia Gabba         | Giulia Gabba         | 2           | 3           |  |  |                    |                    |                    |               |               |   |    | Shikha Uberoi | Shikha Uberoi | Shikha Uberoi | 6            | 4            |  |
|  | Margit Rüütel      | Margit Rüütel        | 4                    | 6           | 6           |  |  |                    |                    | Ana Vrljić         | Ana Vrljić    | Ana Vrljić    | 4 | 2r |               |               |               |              |              |  |
|  | Alla Kudrjavceva   | Alla Kudrjavceva     | 6                    | 1           | 3           |  |  | Margit Rüütel      | Margit Rüütel      | Margit Rüütel      | 6             | 2             |   |    |               |               |               |              |              |  |
|  |                    | Ana Vrljić           | 3                    | 6           | 6           |  |  | Ana Vrljić         | Ana Vrljić         | Ana Vrljić         | 7             | 6             |   |    |               |               |               |              |              |  |
|  | 8                  | Anne Kremer          | 6                    | 2           | 2           |  |  |                    |                    |                    |               |               |   |    |               |               |               |              |              |  |